# Theodoor van Thulden

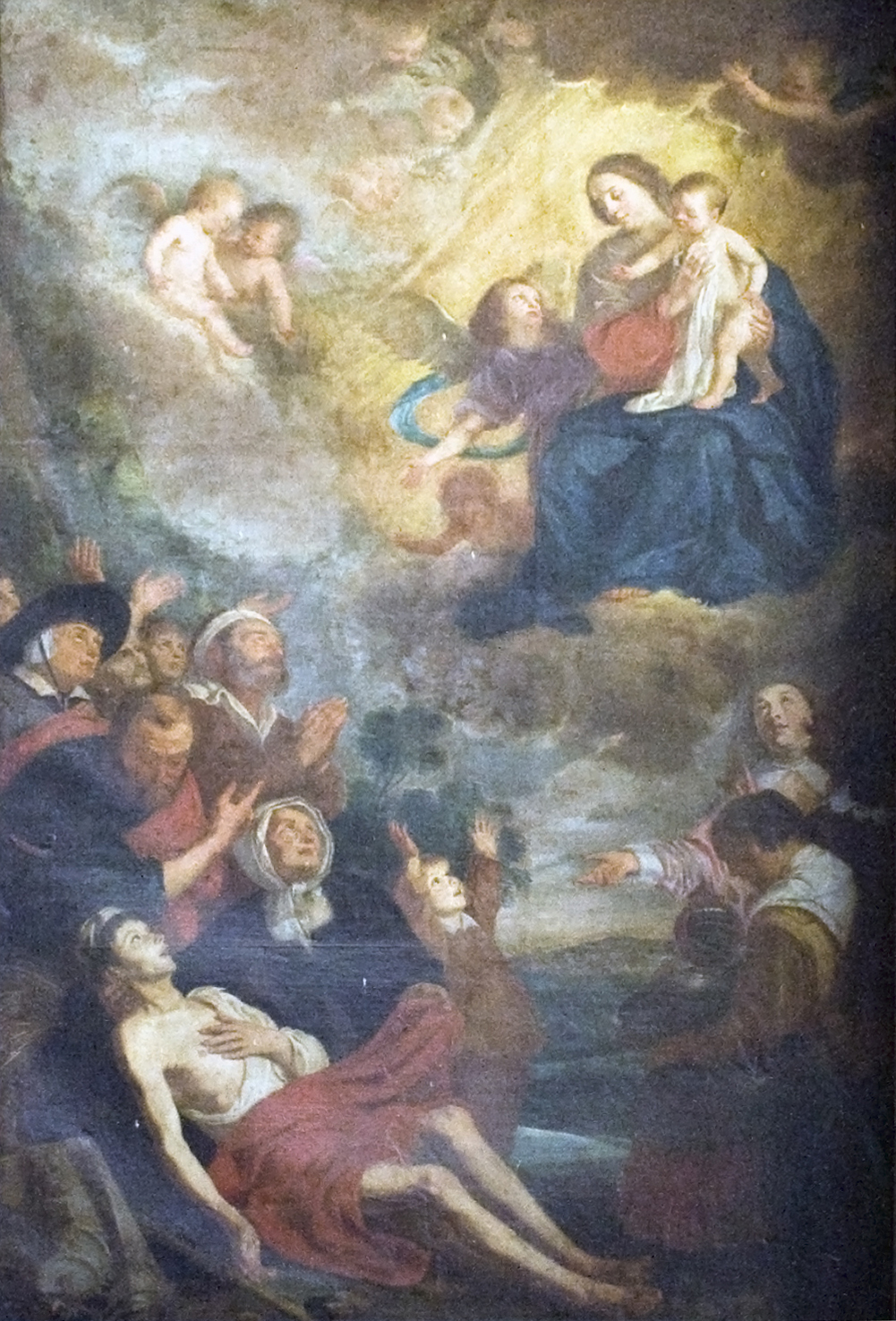
Theodoor van Thulden oltárképe, Oudenaarde

Theodoor van Thulden (’s-Hertogenbosch, 1606. augusztus 9. – ’s-Hertogenbosch, 1669. július 12.) németalföldi festő.

## Élete
Stílusa nagyon közel áll Rubenséhez, akitől sokat tanult. 1621 körül Antwerpenben kezdett festeni, ahol 1626-ban a Szent Lukács céh tagja lett. Később Franciaországban dolgozott, Fontainebleau-ban manierista festményeket másolt, majd 1631 és 1633 között Párizsban tevékenykedett. 1634-ben tért vissza Antwerpenbe, ahol sokat dolgozott együtt Rubensszel.
1643-ban visszatelepült szülővárosába. Számos oltárképet festett katolikus templomok számára, valamint politikai tartalmú allegóriákat, főleg a vesztfáliai békéről.
Részt vett a hágai királyi palota (Huis ten Bosch) Oranjezaal, azaz Oranje-termének dekorációjában, Amalia von Solms megbízása alapján, aki erre a munkára több olyan neves flamand és holland mestert kért fel, mint Gerard van Honthorst és Jacob Jordaens.